# Muñecos rotos
Muñecos Rotos es un grupo de música rock (original de Fuenlabrada, Madrid) formado en 2008 inicialmente por Iñaki Arranz, Santiago Arranz, Victor Sánchez y Antonio Rodríguez. En su discreta discografía se encuentra una maqueta y un disco autoproducido por ellos mismos. Su plato principal son los conciertos, donde muestran su potencial encima de las tablas.
En la actualidad, Muñecos Rotos está formado por Iñaki Arranz, Santiago Arranz, Victor Sánchez y Daniel Mancebo.

## Biografía
Inicios
Muñecos Rotos se empieza a fraguar en 2003 Antonio, Iñaki y Víctor habían sido parte de un grupo de versiones que nunca llegó a estrenarse en directo, sin embargo fue ahí donde germinó la semilla de la banda actual. Más adelante, en 2007 Iñaki y Antonio participaron en un par de conciertos con el nombre de "Binomio", un dúo acústico donde Iñaki daba salida a sus composiciones y Antonio las aportaba, con su estilo, una base ambiental y melódica. Así y dado el paso de la composición, se dieron cuenta de que estaban preparados para crear una banda, para hacer música y no para “decir” que formaban parte de una banda de rock. Con todo esto decidieron juntarse los tres e integrar a Santi, el que sería el cuarto en discordia; con lo que cuatro visiones distintas de la música que cohabitarían en un espacio común.
2008
En la primavera de 2008 nace definitivamente Muñecos Rotos. Durante el primer año estuvieron modificando y actualizando, canciones ya escritas y diseñadas en formato acústico, mientras buscábamos un sonido y mensaje que fuera propio de un estilo compartido entre los cuatro. Lo mejor de todo eso es que cuando partes de tal punto, con el objetivo de encontrar un lugar en común para los cuatro, acabas dando con un sonido derivado de las partes individuales para acabar confluyendo ahí, en Muñecos Rotos.
2009-2011
En 2009 graban su primera maqueta, gracias a la cual consiguen hacer un gira de un años y media que les ha permitido actuar por la Comunidad de Madrid y Segovia.
Es entonces cuando van tocando de aquí para allá, componiendo y aprendiendo; y en el medio encuentran el fin porque esos siguen siendo sus tres objetivos. A mediados de 2011 deciden plasmar toda composición que tenían en el tintero y dedican el resto del año a grabar un EP autoproducido que no ve la luz hasta 2012.
2012
Luces y Sombras sale a la luz en enero de 2012. EP compuesto por 5 temas, algunos de los cuales son versiones de canciones ya conocidas como clásicas en sus conciertos, empieza a causar una cierta repercusión en los medios virtuales (como Maneras de vivir, Rock in Spain). En febrero abandona la banda el hasta entonces guitarrista del grupo (Antonio Rodríguez), y entra a formar parte de Muñecos Rotos Daniel Mancebo haciéndose cargo de la guitarra solista.
2013
Este año es un año muy activo en lo que actuaciones se refiere. Tras la incorporación de Daniel Mancebo a la guitarra solista y la correspondiente adaptación de la banda al nuevo sonido, Muñecos Rotos encarrila una pequeña gira por salas de Madrid para dar a conocer un estilo renovado plasmado en nuevos temas como Atraco y Días Perros. 
Este pequeño tour acabaría a principios del 2014 donde la banda se retira a la composición de nuevos temas que ofrecer.
2014
Un año muy intenso, difícil pero con una gran recompensa. Tras la pequeña gira realizada en los años 2012, 2013 la banda se retira de los escenarios para componer nuevos temas.
El grupo se enfrenta a un nuevo reto, encontrar nuevos temas que sigan la línea de sus dos últimas canciones. El resultado se plasmará en un nuevo E.P grabado a finales de este año y que saldrá a la luz en 2015
2015
El año de su segundo E.P, Liquidación por Cierre Archivado el 5 de marzo de 2016 en Wayback Machine. .
Saldrá a finales del mes de abril de 2015 y estaría compuesto por 7 canciones, 6 de ellos: Atraco, Segundos Fuera, Servicio Informativo, Días Perros, El Último John Wayne y Mejores Días; composiciones entre los años 2012 y 2014 en donde se recogen preocupaciones y realidades sociales de esos años, y una séptima canción,Ciudad del Paso, rescatada de sus primeros temas aunque en él se puede apreciar una contemporaneidad a los tiempos actuales.

## Componentes
- Iñaki Arranz: voz y letras.
- Santiago Arranz: bajo y voz.
- Daniel Mancebo : guitarras eléctrica y acústica.

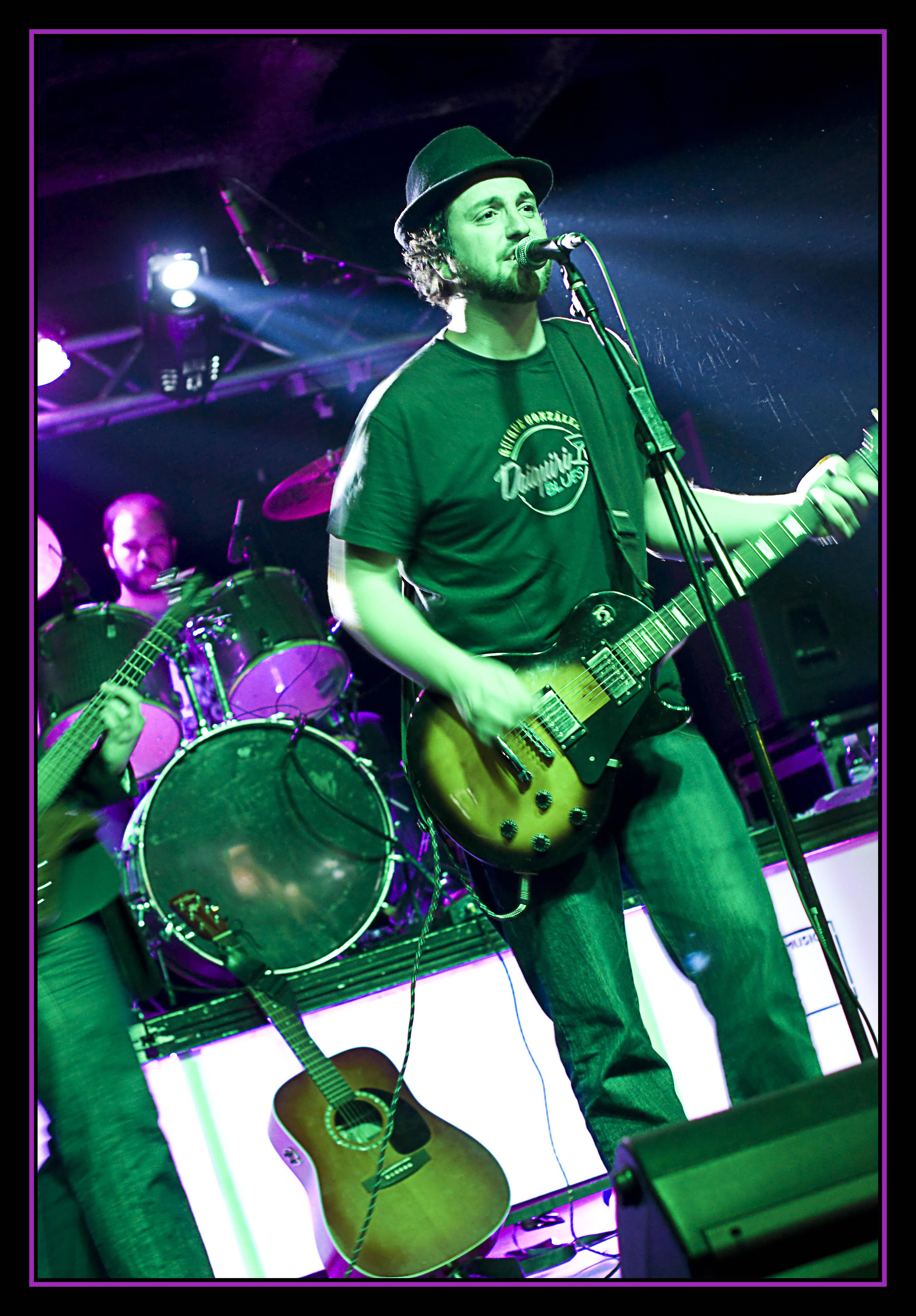
Iñaki a la voz y a la guitarra(2010).

- Víctor Sánchez: batería y coros.

## Discografía

### Maquetas
- 2009- Maqueta 2009

```
- Ciudad del paso
- Julia
- Nada
- Ciego
- En el andén
```

### Álbumes
- 2012- Luces y sombras

```
- Like a Bob
- Standby
- Julia
- Nada
- Berlín
```

- 2015- Liquidación por Cierre

```
- Atraco
- Segundos Fuera
- Días Perros
- Servicio Informativo
- El Último John Wayne
- Ciudad del Paso
- Mejores Días
```